# Panunggalan (Pulokulon)
Panunggalan is een bestuurslaag in het regentschap Grobogan van de provincie Midden-Java, Indonesië. Panunggalan telt 9804 inwoners (volkstelling 2010).